# Bugatti Chiron

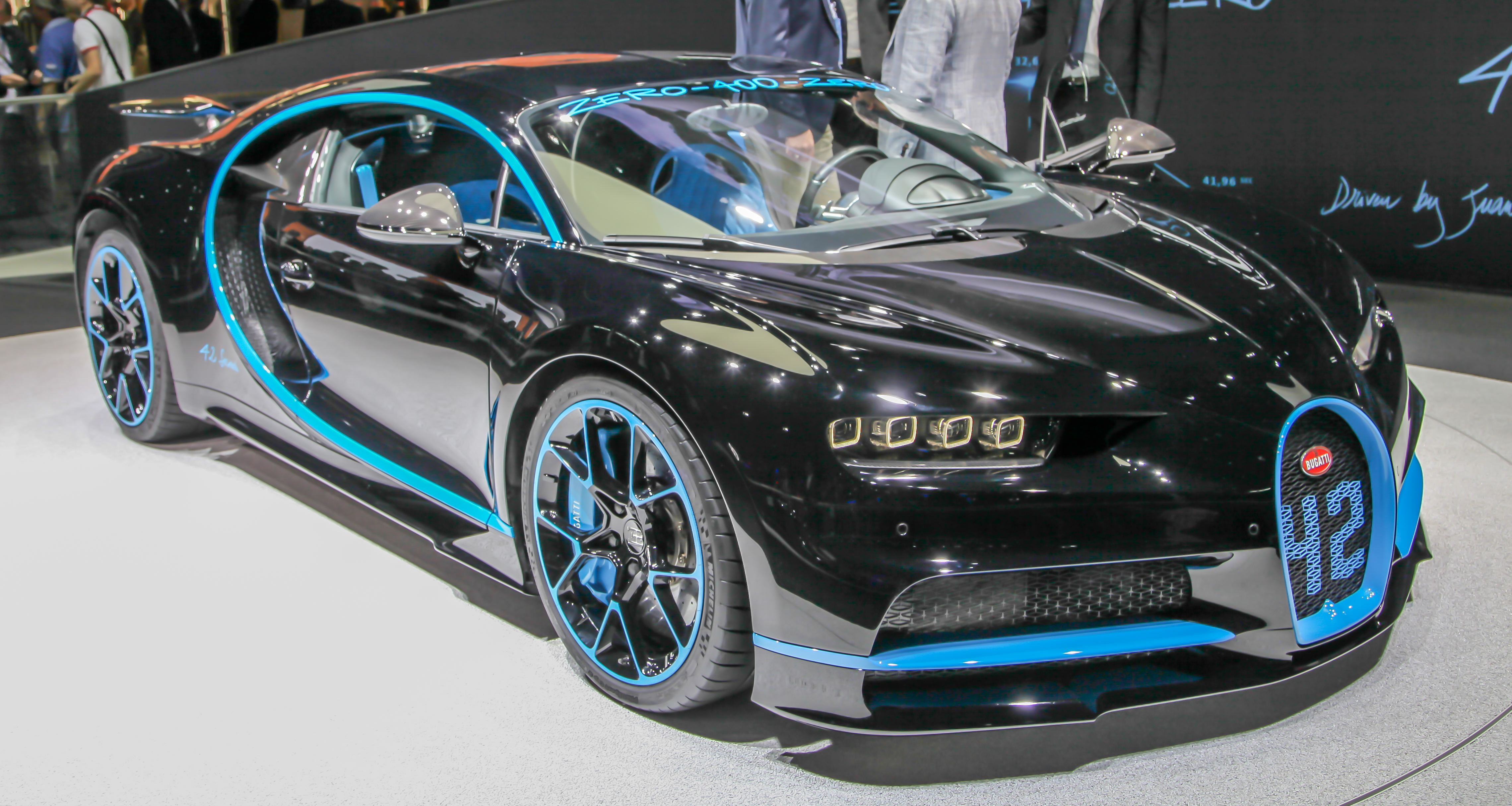
Bugatti Chiron

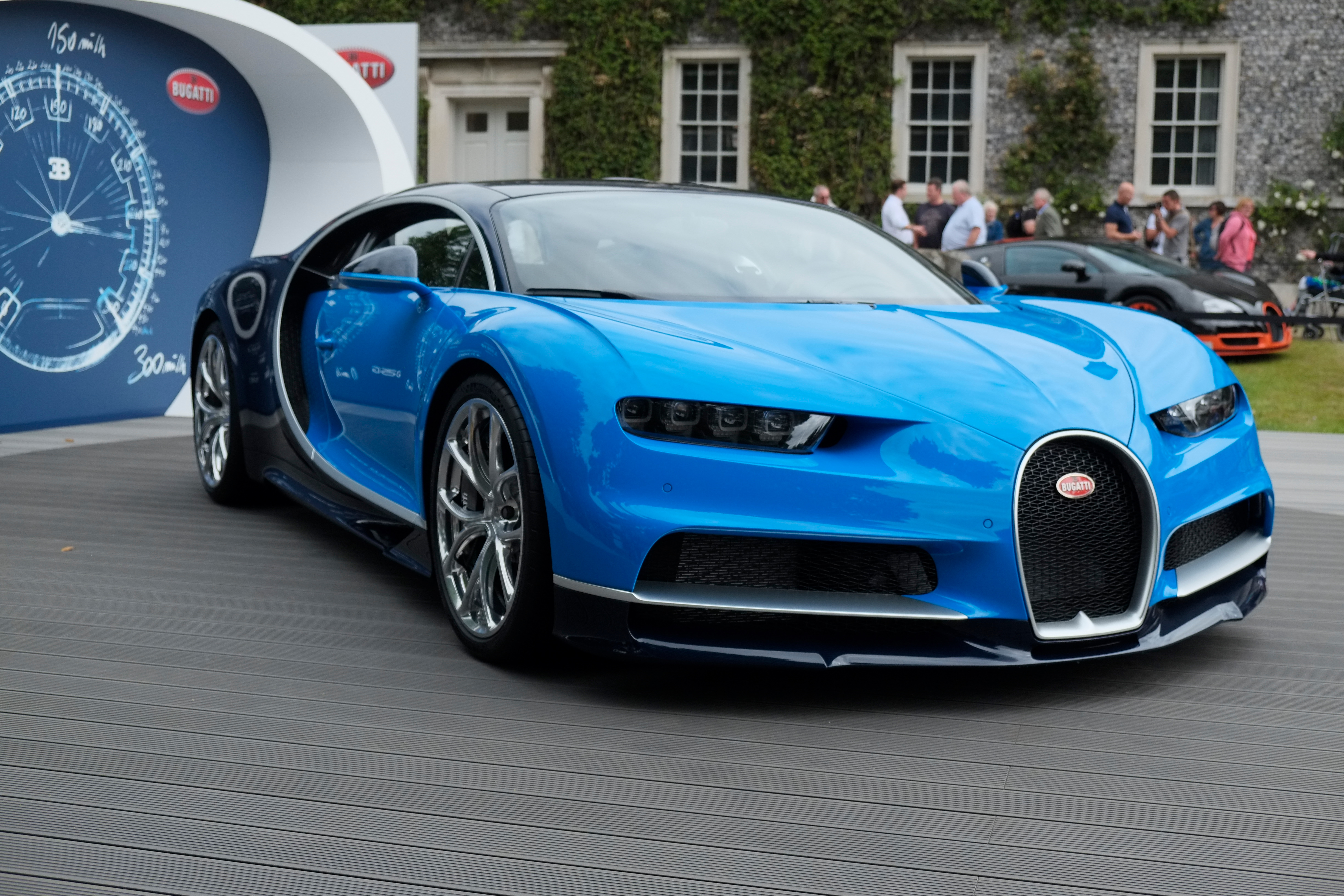
Bugatti Chiron

De Bugatti Chiron is een tweezits-supercar van het Franse Bugatti. De auto is ontworpen op het hoofdkantoor in het Franse Molsheim (Alsace). Het is de opvolger van de Bugatti Veyron en voorgesteld op 1 maart 2016 op de Autosalon van Genève. De auto is vernoemd naar de coureur Louis Chiron, uit Monaco.

## Motor
De motor is in de basis dezelfde motor als in de Bugatti Veyron, een 16 cilinder 8.0 liter W-motor met 4 turbo's. Uiteindelijk zorgt dat voor een vermogen van 1500 pk en 1600 Nm koppel.

## Prestaties
De Bugatti Chiron bereikt 0-100 km/h in 2,4 seconden, 0-200 km/h in 6,1 seconden, 0-300 km/h in 13,1 seconden en bereikt 400 km/h na 32,6 seconden. De topsnelheid van de productieversie is begrensd op 420 km/h. Een door Bugatti aangepaste Chiron reed in augustus 2019 meer dan 490 km/u. 
De Chiron brak het record voor de 0-400-0 km/h binnen de 41,96 seconden, maar de Koenigsegg Agera RS verbrak dat weer met een tijd van 36,44 seconden.

## Verkoop
De eerste 200 exemplaren werden al verkocht voor de eerste levering. De minimumprijs was 2,4 miljoen dollar per stuk, wat later 2,7 werd. Bugatti begrenst de verkoop tot 500 stuks. In het eerste productiejaar, 2017, werden 70 wagens afgewerkt. Er werden al 300 wagens verkocht, met eind 2017 230 leveringen op de wachtrij.

## Opbouw
De Chiron heeft net zoals zijn voorganger, de Veyron, een koolstofvezel carrosseriestructuur, een onafhankelijke ophanging en een Haldex-vierwielaandrijvingssysteem. Hij is qua design gebaseerd op de Bugatti Vision Gran Turismo.

## Chiron Sport

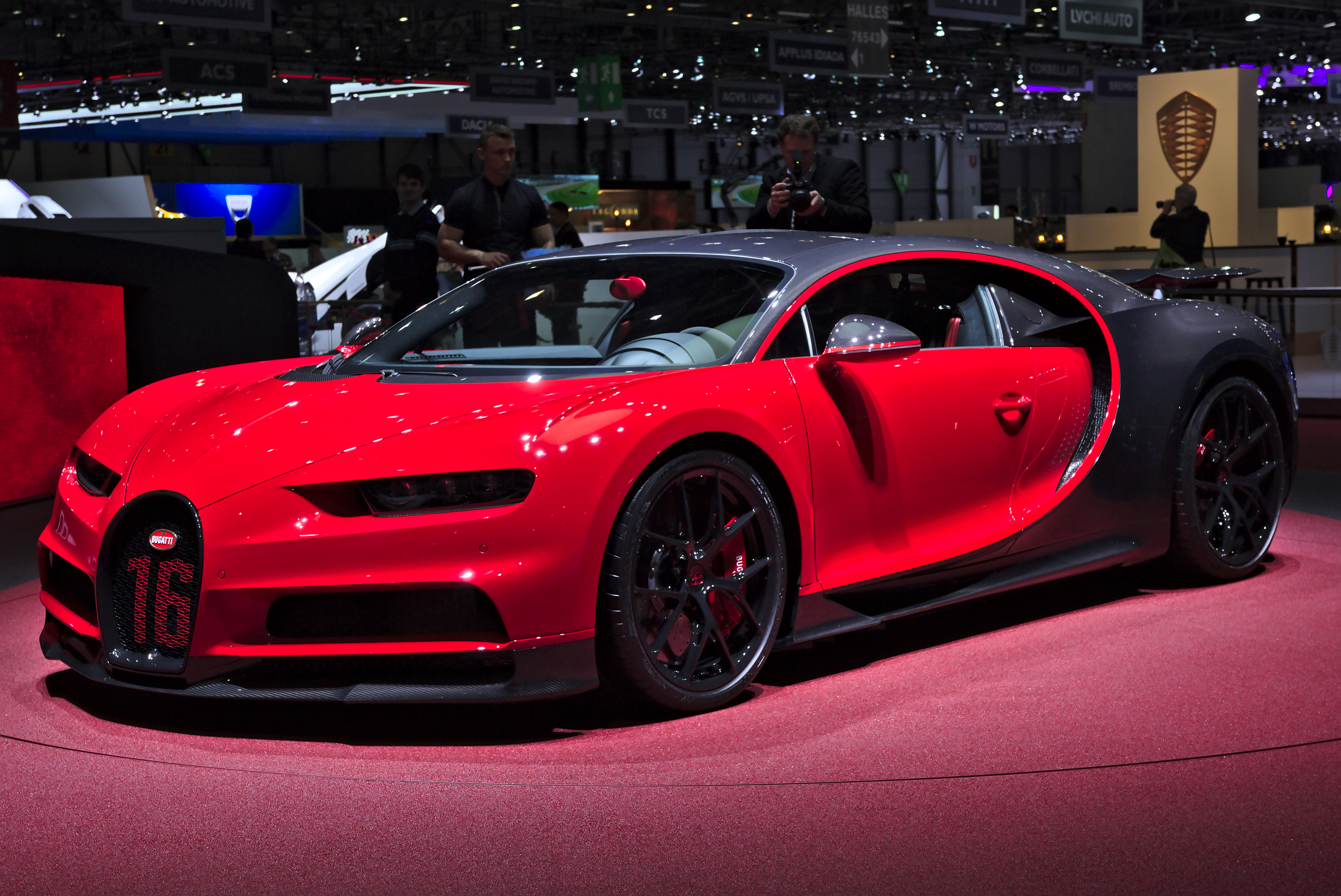
Bugatti Chiron Sport

Op de Autosalon van Genève 2018 is de Bugatti Chiron Sport geïntroduceerd, het is een 18 kg lichtere en meer circuit-gerichte auto dan de reguliere Chiron. De Chiron Sport wordt vanaf eind 2018 gefabriceerd en kost zo'n 5% meer dan het basismodel.

## Varia
LEGO bracht op 1 juni 2018 een LEGO Technic bouwdoos uit met 3600 componenten waarmee een Bugatti Chiron kan gebouwd worden op schaal 1/8.